# Gulbukig hyliota
Gulbukig hyliota (Hyliota flavigaster) är en fågel i den lilla afrikanska familjen hyliotor inom ordningen tättingar.

## Kännetecken

### Utseende
Gulbukig hyliota är en medelstor (11,5–12 cm) sångarliknande fågel med mörk rygg och brett vitt vingband. Den liknar miombohyliotan, men hanen skiljer sig genom att ryggen är tydligt glansigt blåsvart (ej matt), fylligare gulaktig undersida och hos sydliga barbozae (som delar utbredningsområde med miombohyliotan) vitkantade armpennor och tertialer. Honan saknar hanens glans på ryggen och är mindre färgstark undertill. Ovansidan är gråbrun, ej varmbrun som hos hona miombohyliota.

### Läten
Lätet är ett mjukt, ljust och lite frågande "tueet tueet". Även ett tjattrande läte hörs.

## Utbredning och systematik
Gulbukig hyliota delas in i två underarter med följande utbredning:
- Hyliota flavigaster flavigaster – förekommer från Senegal och Gambia österut till Sydsudan, västra Etiopien, Uganda och västra Kenya
- Hyliota flavigaster barbozae – förekommer från Victoriasjön till Angola, Zambia, Malawi och norra Moçambique

### Familjetillhörighet
Fram tills nyligen ansågs hylioterna vara en del av familjen sångare (Sylviidae), nu uppdelad i ett antal familjer i överfamiljen Sylvioidea. DNA-studier visar dock att de inte är särskilt nära släkt med dessa, utan närmast feflugsnappare, mesar och pungmesar. Numera placeras de i den egna familjen Hyliotidae.

## Levnadssätt
Gulbukig hyliota hittas i fuktig savann med medelstora till stora träd samt i öppet skogslandskap. Den födosöker i par eller smågrupper, på jakt efter insekter som små skalbaggar, insektsägg och unga bönsyrsor. Fågeln häckar mellan maj och augusti i Västafrika, april–maj i nordöstra Demokratiska republiken Kongo, december i västra Kenya och oktober–december i Malawi. Arten verkar vara stannfågel.

## Status och hot
Arten har ett stort utbredningsområde och en stor population, men tros minska i antal på grund av habitatförstörelse, dock inte tillräckligt kraftigt för att den ska betraktas som hotad. Internationella naturvårdsunionen IUCN kategoriserar därför arten som livskraftig (LC). Världspopulationen har inte uppskattats men den beskrivs som lokalt ganska vanlig till fåtalig.

## Namn
Hyliota kommer från grekiskans ὑλειωτης, huleiōtēs, som betyder "skogsbrukare" och är ett annat namn för skogsguden Pan.